# Centro storico di Leopoli
Il centro storico di Leopoli (in ucraino Історичний центр Львова?; in russo Исторический центр Львова?) è il nucleo più antico della città nella omonima oblast' dell'Ucraina che dal 1998 è stato riconosciuto dall'UNESCO come Patrimonio dell'umanità. Dal 15 settembre 2023 il sito è iscritto nella Lista dei patrimoni dell'umanità in pericolo a causa della minaccia determinata dall'invasione russa dell'Ucraina.

## Storia

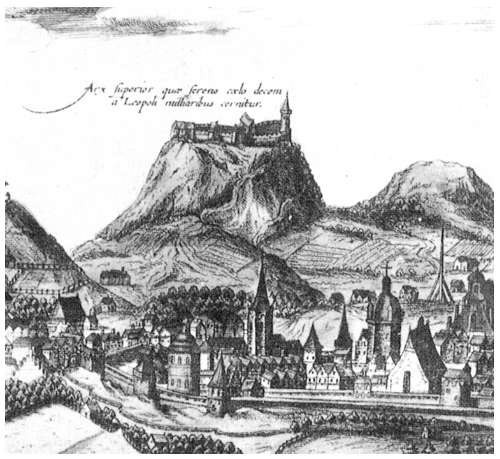
Alto Castello della città in un'incisione del XVII secolo.

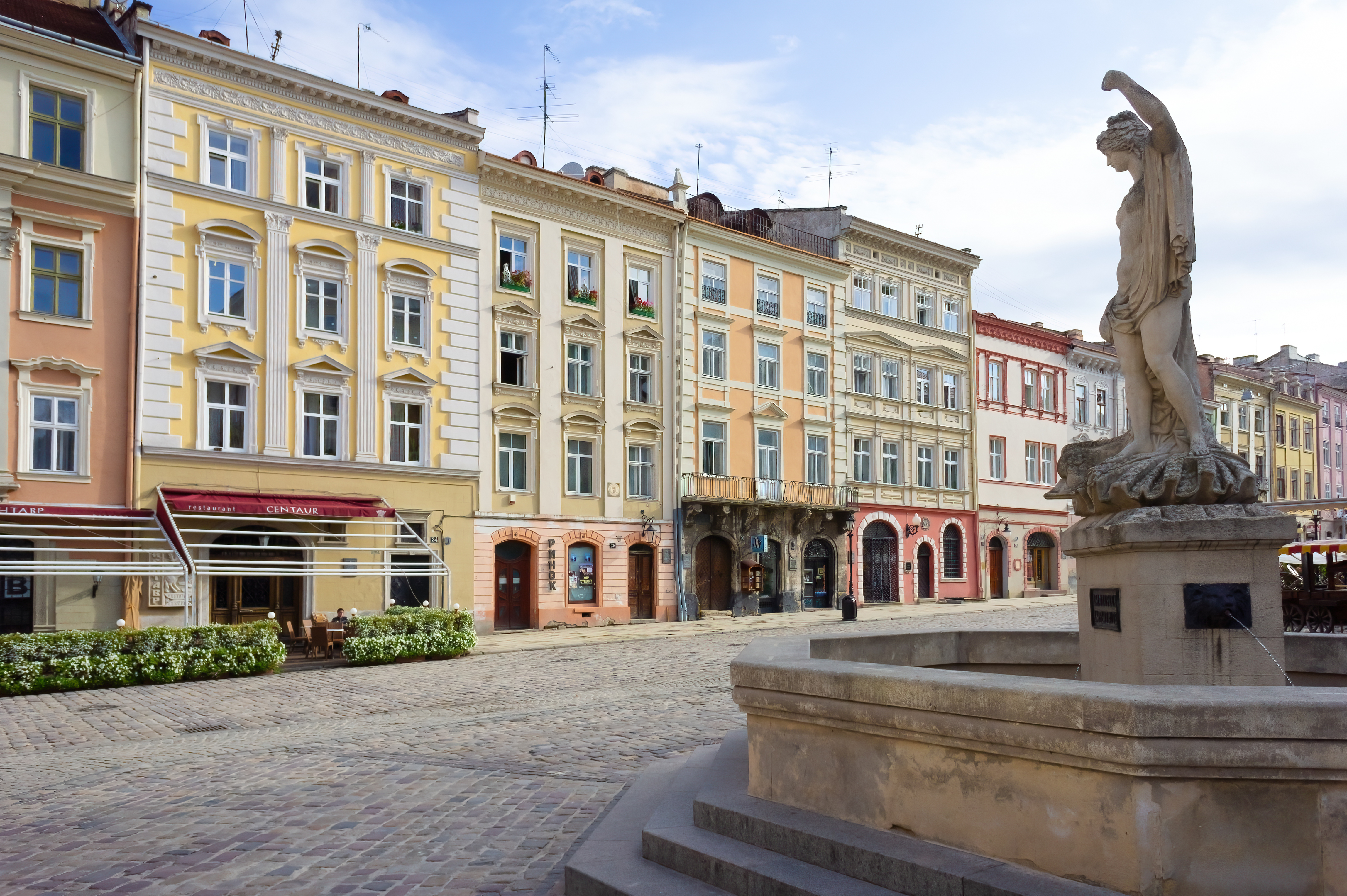
Piazza del mercato, centro storico di Leopoli.

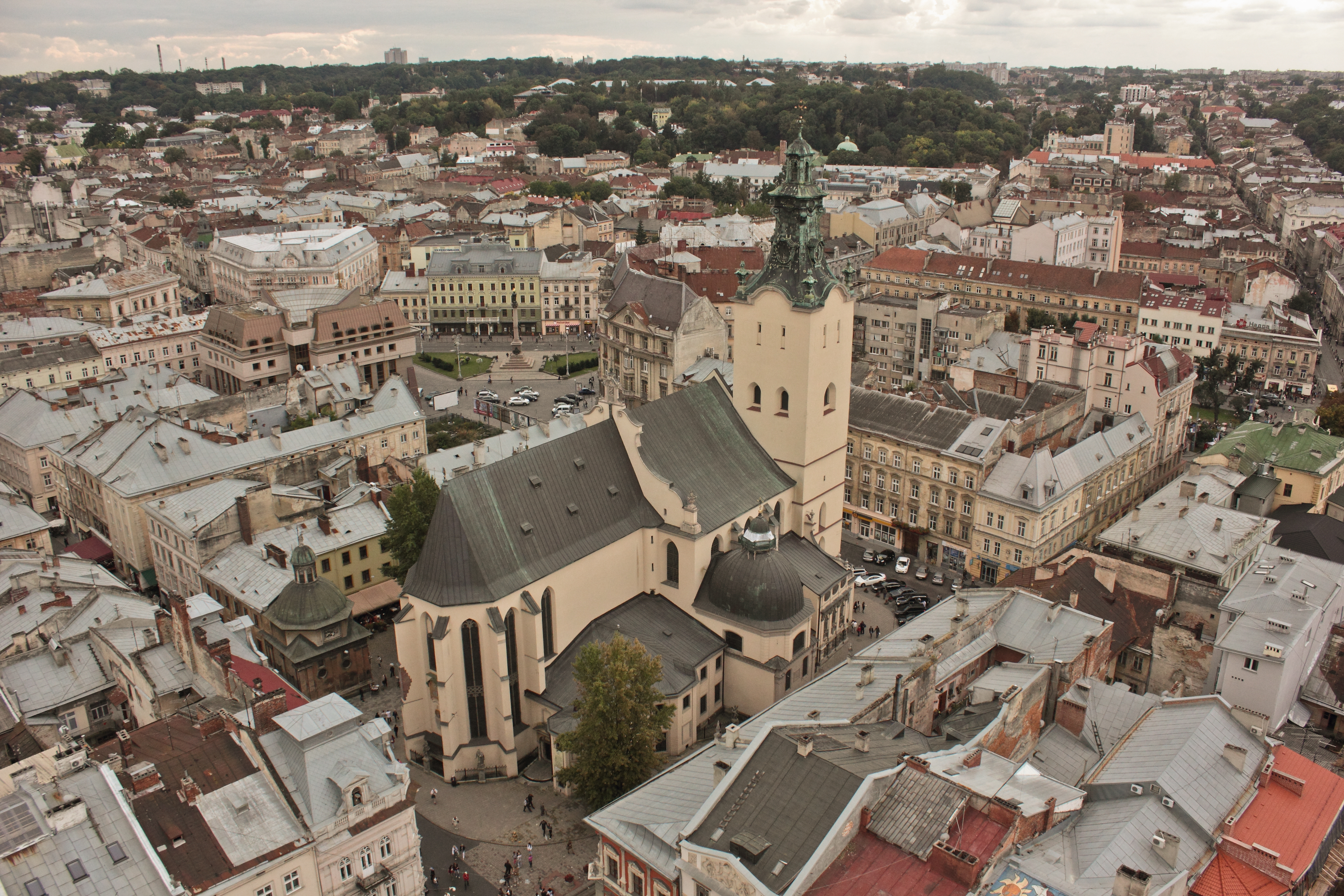
Cattedrale dell'Assunzione.

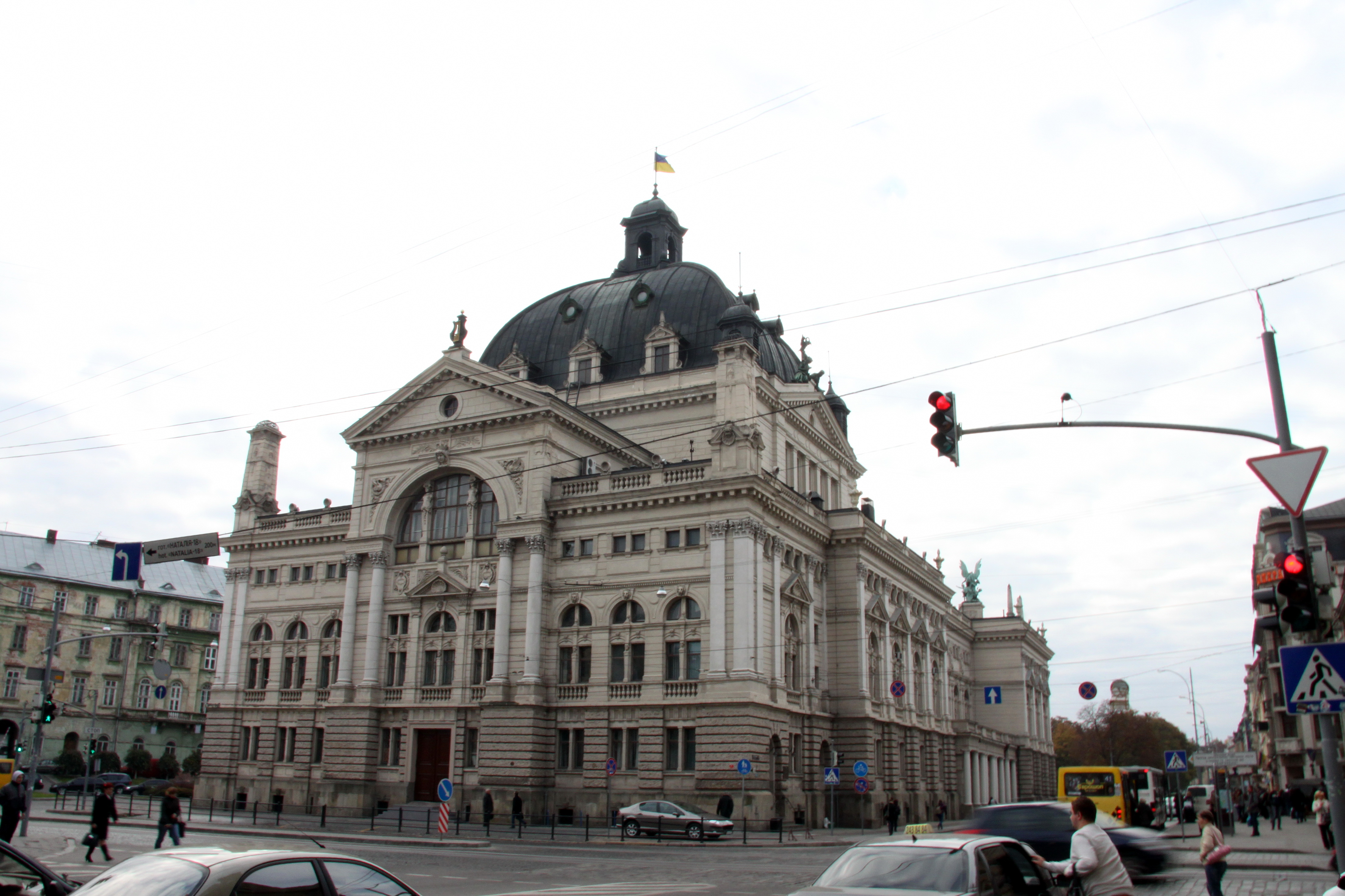
Teatro dell'Opera e del Balletto di Leopoli.

La città di Leopoli è stata fondata nel tardo medioevo e da quel momento è divenuta un centro culturale, economico e religioso. Ha mantenuto nel tempo la sua antica struttura urbanistica nella sua città vecchia e nei secoli vi sono stati inseriti monumenti architettonici in stile barocco, neoclassico e altri ancora.

## Monumenti e luoghi d'interesse
La grande area del centro storico comprende edifici, piazze e aree verdi.

### Architetture religiose
- Cattedrale dell'Assunzione, luogo di culto legato alla nazione polacca perché mentre era in corso la seconda guerra del nord Giovanni II Casimiro di Polonia, il 1º aprile 1656, si inchinò davanti all'immagine dell'Assunta giurando di riconoscerla come protettrice della Polonia se avesse vinto il conflitto, cosa che tuttavia non avvenne.[4]
- Chiesa della Dormizione. In stile tardo rinascimentale, venne costruita sul sito di una precedente chiesa già esistente dal 1591.[5]
- Cattedrale armena, eretta nel 1363.[2]
- Chiesa dei Domenicani

### Architetture militari
- Alto Castello di Leopoli, fortezza storica e punto più alto della città, a 413 metri. Versa in condizioni di rovina.[6]

### Architetture civili
- Teatro dell'Opera e del Balletto di Leopoli, edificato alla fine del XIX secolo nel viale che poi è divenuto viale della Libertà.[7]
- Palazzo Potocki
- Palazzo Bandinelli
- Casa Nera
- Palazzo del Municipio

### Aree verdi e piazze
- Parco Stryjs'kyj, divenuto area verde urbana alla fine del XIX secolo.[8]
- Piazza del Mercato, sulla quale si affacciano numerose architetture di valore storico ed artistico.[2]